# Voujeaucourt
Cet article possède un paronyme, voir Vougécourt.
Voujeaucourt est une commune française située dans le département du Doubs, la région culturelle et historique de Franche-Comté et la région administrative Bourgogne-Franche-Comté.
Ses habitants se nomment les Voujeaucourtois ou les Vodjacois.

## Géographie

### Localisation
Située près de Bavans, cette commune compte un peu plus de 3 100 habitants, appelés les Voujeaucourtois ou Vodjacois. Elle se situe à 9 km environ de Montbéliard, 30 km de Belfort et 70 km de Besançon.
|        | Bart         | Courcelles-lès-Montbéliard |
| Bavans | Voujeaucourt | Audincourt                 |
| Berche | Mathay       | Valentigney                |

### Climat
Pour des articles plus généraux, voir Climat de la Bourgogne-Franche-Comté et Climat du Doubs.
En 2010, le climat de la commune est de type climat de montagne, selon une étude du Centre national de la recherche scientifique s'appuyant sur une série de données couvrant la période 1971-2000. En 2020, Météo-France publie une typologie des climats de la France métropolitaine dans laquelle la commune est exposée à un climat semi-continental et est dans la région climatique  Jura, caractérisée par une forte pluviométrie en toutes saisons (1 000 à 1 500 mm/an), des hivers rigoureux et un ensoleillement médiocre. 
Pour la période 1971-2000, la température annuelle moyenne est de 10 °C, avec une amplitude thermique annuelle de 17,2 °C. Le cumul annuel moyen de précipitations est de 1 206 mm, avec 12,7 jours de précipitations en janvier et 10,5 jours en juillet. Pour la période 1991-2020, la température moyenne annuelle observée sur la station météorologique de Météo-France la plus proche, « Medière », sur la commune de Médière à 13 km à vol d'oiseau, est de 11,5 °C et le cumul annuel moyen de précipitations est de 1 105,2 mm. 
La température maximale relevée sur cette station est de 40,2 °C, atteinte le 24 juillet 2019 ; la température minimale est de −17 °C, atteinte le 5 février 2012,,. 
Les paramètres climatiques de la commune ont été estimés pour le milieu du siècle (2041-2070) selon différents scénarios d'émission de gaz à effet de serre à partir des nouvelles projections climatiques de référence DRIAS-2020. Ils sont consultables sur un site dédié publié par Météo-France en novembre 2022.

## Urbanisme

### Typologie
Au 1er janvier 2024, Voujeaucourt est catégorisée ceinture urbaine, selon la nouvelle grille communale de densité à 7 niveaux définie par l'Insee en 2022.
Elle appartient à l'unité urbaine de Montbéliard, une agglomération inter-départementale dont elle est une commune de la banlieue,. Par ailleurs la commune fait partie de l'aire d'attraction de Montbéliard, dont elle est une commune de la couronne,. Cette aire, qui regroupe 137 communes, est catégorisée dans les aires de 50 000 à moins de 200 000 habitants,.

### Occupation des sols
L'occupation des sols de la commune, telle qu'elle ressort de la base de données européenne d’occupation biophysique des sols Corine Land Cover (CLC), est marquée par l'importance des territoires artificialisés (36,9 % en 2018), en augmentation par rapport à 1990 (33,9 %). La répartition détaillée en 2018 est la suivante : forêts (36,1 %), zones industrielles ou commerciales et réseaux de communication (19,1 %), zones urbanisées (17,8 %), zones agricoles hétérogènes (16,8 %), prairies (5,6 %), cultures permanentes (3,7 %), eaux continentales (0,8 %). L'évolution de l’occupation des sols de la commune et de ses infrastructures peut être observée sur les différentes représentations cartographiques du territoire : la carte de Cassini (XVIIIe siècle), la carte d'état-major (1820-1866) et les cartes ou photos aériennes de l'IGN pour la période actuelle (1950 à aujourd'hui).

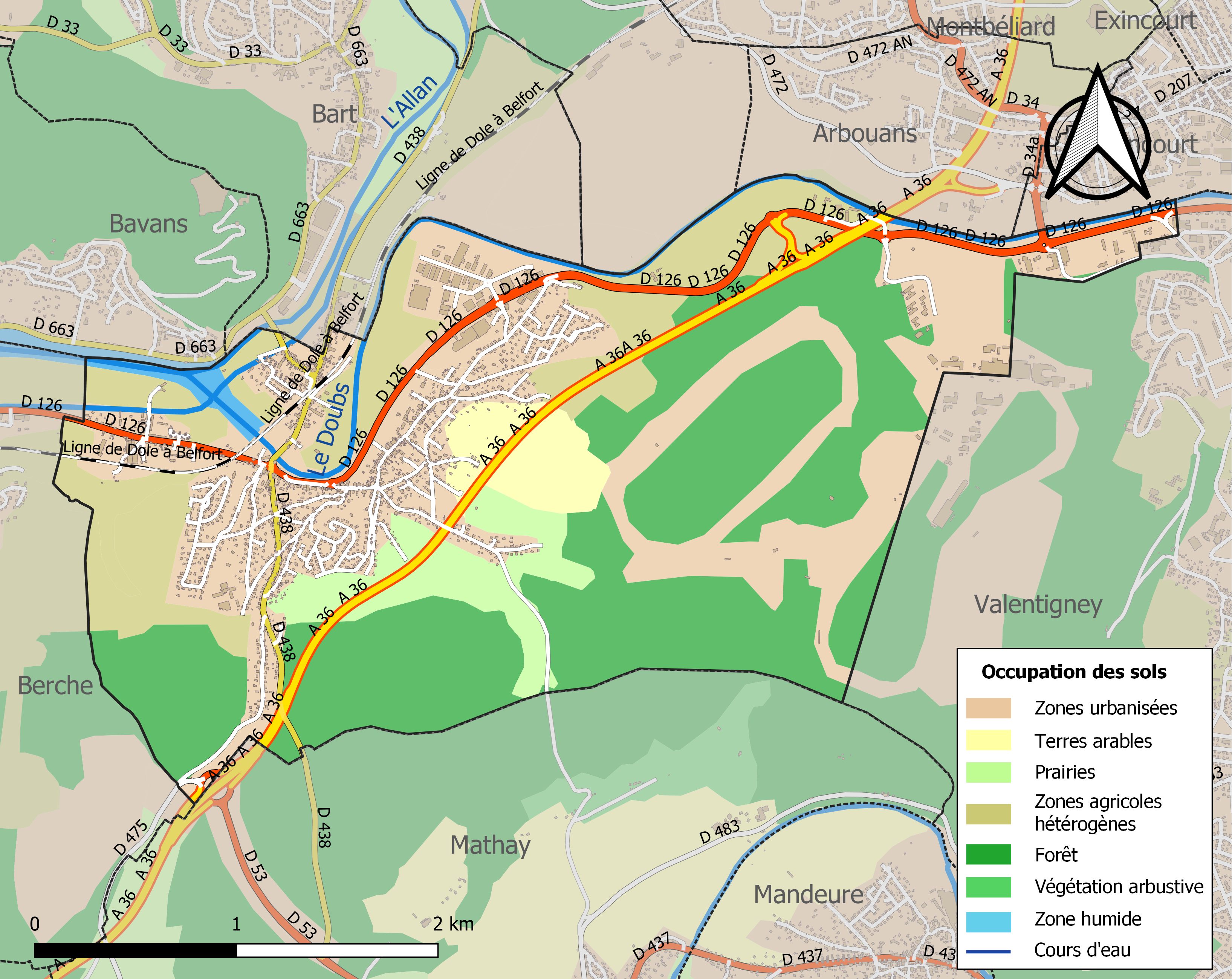
Carte des infrastructures et de l'occupation des sols de la commune en 2018 (CLC).

## Toponymie
- Voujeaucourt : V(y)iascort ou Vijascort en 1173 ;  Wiiascurt en 1181 ; Wyascort en 1189 ; Vigiacort en 1196 ; Voiacourt en 1276 ; Woijacort en 1279 ; Voujacour (1359), Vogeaucourt, Vougeacourt, Vougacourt en 1404 ; Voujaucourt en 1423 ; Vouljacourt en 1494 et 1614 ; Voulgeaucourt en 1616 ; Voujaucour en 1671 ; Voujaucourt en 1765[15].
- Nostranges : Ostranges (1181), Otrange (1412).

## Histoire
Voujeaucourt appartenait au comté de Montbéliard qui fut rattaché à la France en 1793.
Le pont douanier sur le Doubs est situé au cœur de la commune, il a été construit en 1467 et a beaucoup souffert de toutes les guerres puisqu'il a été partiellement détruit six fois. Reconstruit en avril 1589 par le comte de Montbéliard Frédéric de Wurtemberg, celui-ci déposait dans ses fondations une plaque de cuivre sur laquelle était gravée une inscription en trois langues (français, allemand et latin) rappelant le désastre des guerres de religion de 1587. Au XVIIe siècle, il était le seul passage pour franchir le Doubs entre la Franche-Comté et le pays de Montbéliard. Les arches sont bien conservées. Sa largeur actuelle correspond presque à celle d'origine.
Les deux églises : l'église réformée luthérienne a été inaugurée en 1833 et dispose d'une forme ovale simple unique dans le pays de Montbéliard. L'église catholique romaine Saint-Michel a été consacrée en 1867. Dans le chœur domine un Christ en croix de taille humaine. Cette sculpture de bois proviendrait de l'abbaye Notre-Dame de Belchamp détruite par un incendie en 1725. Cette église abrite également Les Pèlerins d'Emmaüs, un tableau de Pierre Jouffroy (1912-2000), enfant du pays. Peint en 1946, le tableau, d'une taille importante (1,30 m × 1,96 m), est un don de l'artiste à la suite d'un vœu.

## Politique et administration

### Liste des maires

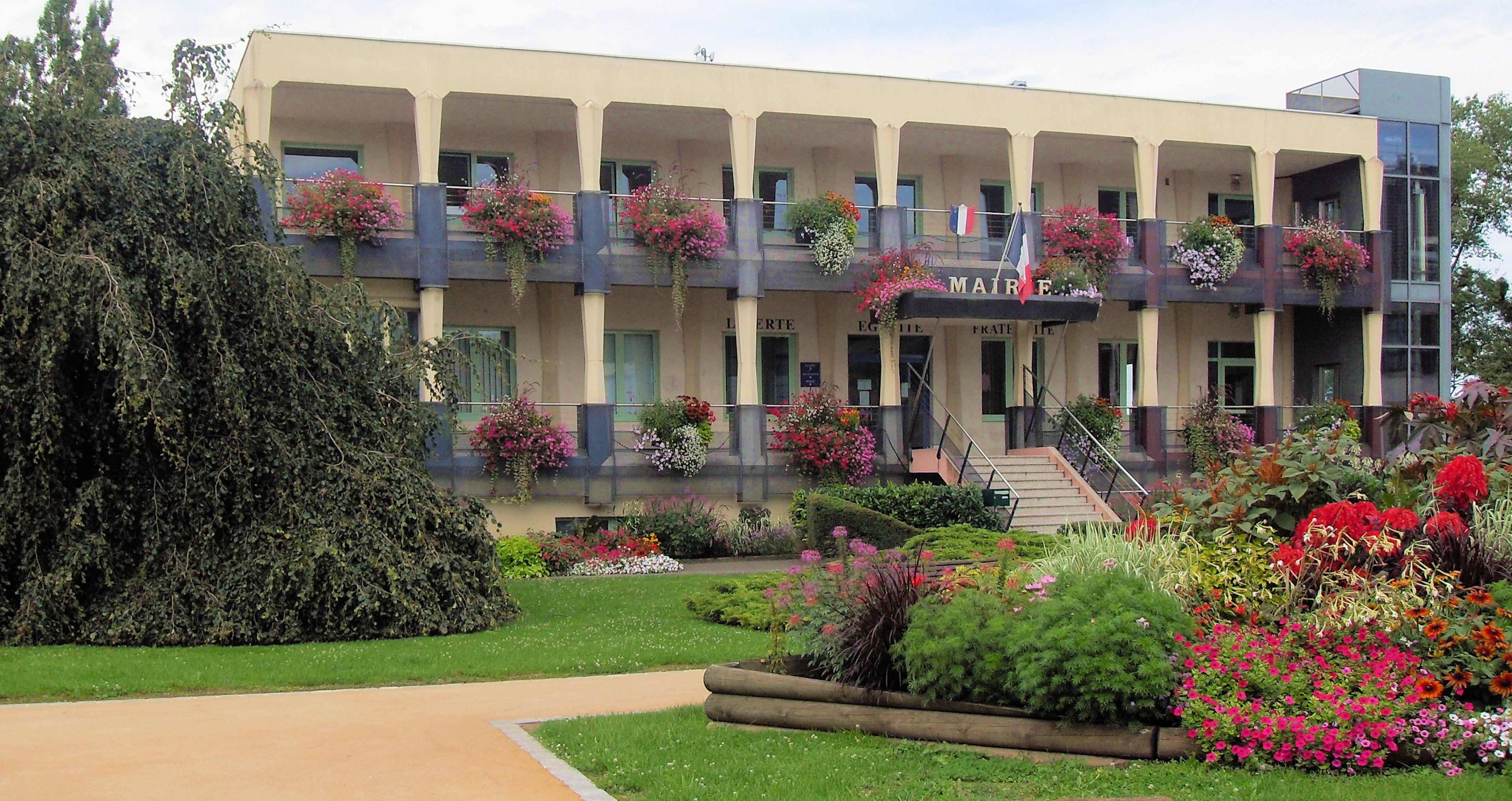
La mairie.

| Période                                  | Période                    | Identité       | Étiquette   | Qualité |
| ---------------------------------------- | -------------------------- | -------------- | ----------- | --- |
| Les données manquantes sont à compléter. |                            |                |             | |
| 1977                                     | 2001                       | Jean Bourdenet | UDF         | |
| mars 2001                                | En cours (au 28 juin 2020) | Martine Voidey | PS puis DVG | Professeure des écoles Conseillère générale puis départementale du canton de Valentigney (2001 → ) Vice-présidente de Pays de Montbéliard Agglomération[Quand ?] |

### Jumelages
- Boudry (Suisse) ;
- |Mory (Mali), village de la commune de Muetoumo, cercle de Bandiagara.

## Population et société

### Démographie
L'évolution du nombre d'habitants est connue à travers les recensements de la population effectués dans la commune depuis 1793. Pour les communes de moins de 10 000 habitants, une enquête de recensement portant sur toute la population est réalisée tous les cinq ans, les populations de référence des années intermédiaires étant quant à elles estimées par interpolation ou extrapolation. Pour la commune, le premier recensement exhaustif entrant dans le cadre du nouveau dispositif a été réalisé en 2007.

En 2022, la commune comptait 3 152 habitants, en évolution de −2,96 % par rapport à 2016 (Doubs : +1,88 %, France hors Mayotte : +2,11 %).
| 1793 | 1800 | 1806 | 1821 | 1831 | 1836 | 1841 | 1846 | 1851 |
| ---- | ---- | ---- | ---- | ---- | ---- | ---- | ---- | ---- |
| 271  | 393  | 370  | 440  | 525  | 630  | 672  | 678  | 626  |

| 1856 | 1861 | 1866  | 1872  | 1876  | 1881  | 1886  | 1891  | 1896  |
| ---- | ---- | ----- | ----- | ----- | ----- | ----- | ----- | ----- |
| 608  | 823  | 1 068 | 1 245 | 1 500 | 1 707 | 1 715 | 1 566 | 1 666 |

| 1901  | 1906  | 1911  | 1921  | 1926  | 1931  | 1936  | 1946  | 1954  |
| ----- | ----- | ----- | ----- | ----- | ----- | ----- | ----- | ----- |
| 1 548 | 1 576 | 1 566 | 1 620 | 1 734 | 2 122 | 1 993 | 1 932 | 2 106 |

| 1962  | 1968  | 1975  | 1982  | 1990  | 1999  | 2006  | 2007  | 2012  |
| ----- | ----- | ----- | ----- | ----- | ----- | ----- | ----- | ----- |
| 2 765 | 2 907 | 2 959 | 2 775 | 3 176 | 3 195 | 3 370 | 3 396 | 3 418 |

| 2017  | 2022  | - | - | - | - | - | - | - |
| ----- | ----- | - | - | - | - | - | - | - |
| 3 175 | 3 152 | - | - | - | - | - | - | - |

### Santé
L'hôpital le plus proche est l'hôpital Nord Franche-Comté situé à Trévenans, dans le sud du Territoire de Belfort (département voisin),.

## Économie
Le Centre Technique de Belchamp du Groupe PSA se situe au cœur de la forêt à Voujeaucourt, à cinq kilomètres de l'usine de Sochaux. Le centre dispose de 17 pistes de roulage (32 kilomètres au total), pour tester l’endurance et le comportement des véhicules dans toutes les conditions que l'on peut rencontrer dans la réalité : circuits urbains, pistes verglacées, piste africaine, passage de gué, etc. Il y a également des équipements pour effectuer des essais ainsi que des laboratoires destinés à valider les différentes étapes du développement d'un véhicule. C'est également au Centre Technique de Belchamp que le Groupe PSA teste la sécurité active et passive sur ses voitures, grâce notamment à une catapulte longue de 240 mètres.

## Culture locale et patrimoine

### Lieux et monuments
- Le pont sur le Doubs qui, dès 1467, constitue le seul passage sur la rivière et la frontière entre la Franche-Comté et le pays de Montbéliard.
- Abbaye Notre-Dame de Belchamp
- Église saint Michel. Située dans le diocèse de Belfort-Montbéliard, elle fait partie du doyenné de Charmont-Montbéliard. Elle est desservie par la paroisse Saint-Michel.
- Temple de Voujeaucourt, inscrit monument historique en 2014.

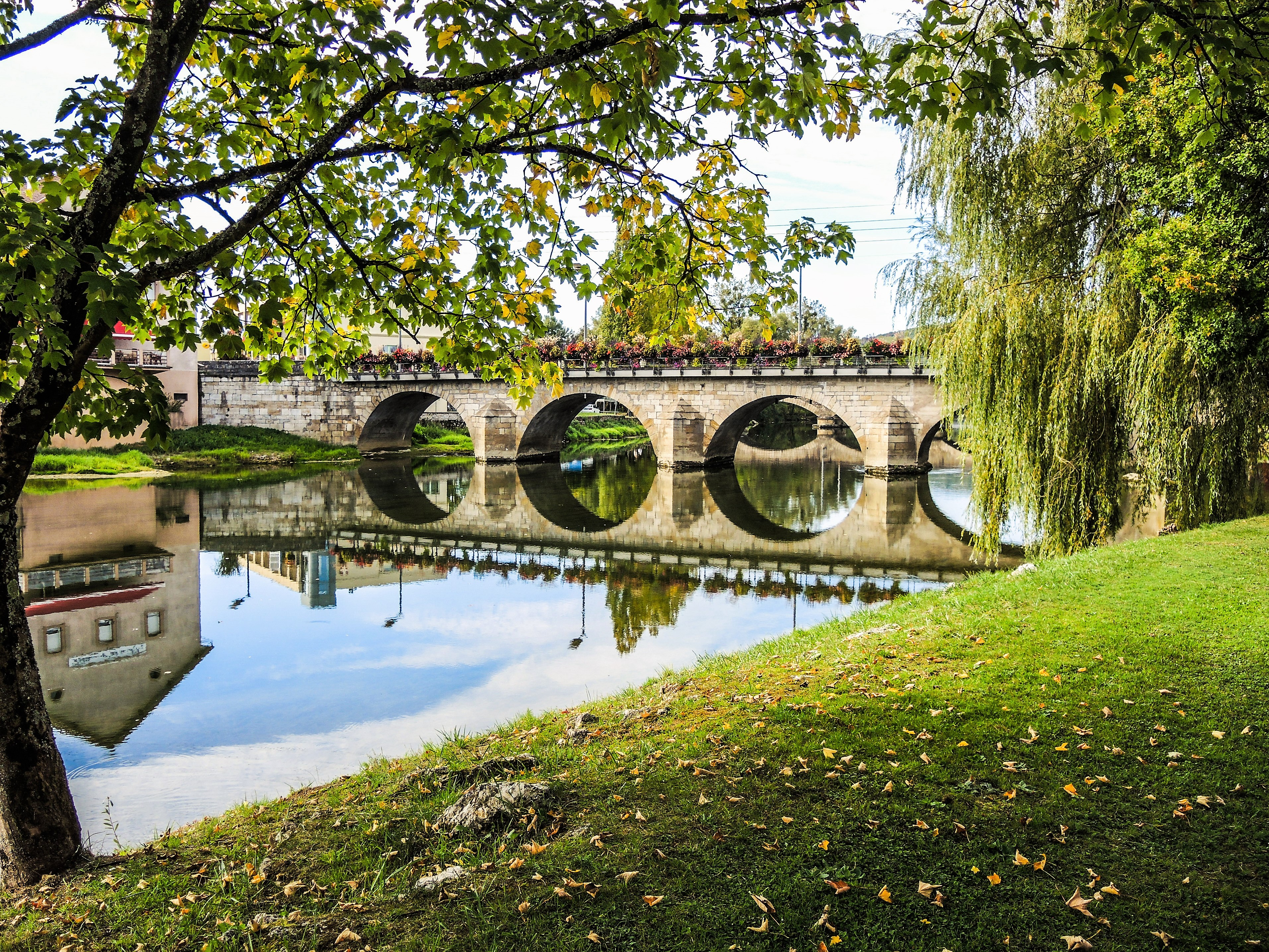
Le pont routier, vu du parc de loisirs.
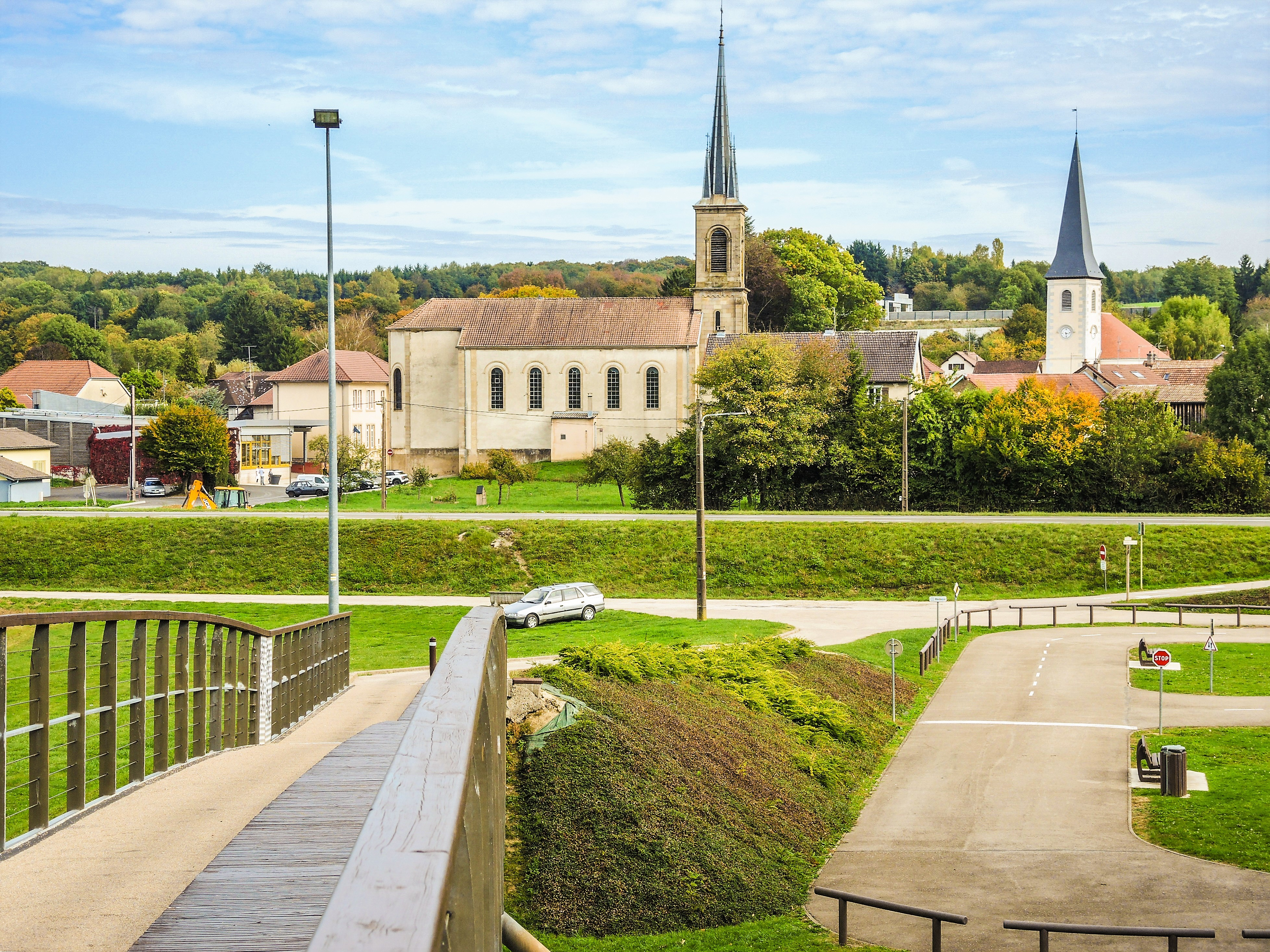
Église saint Michel et temple.
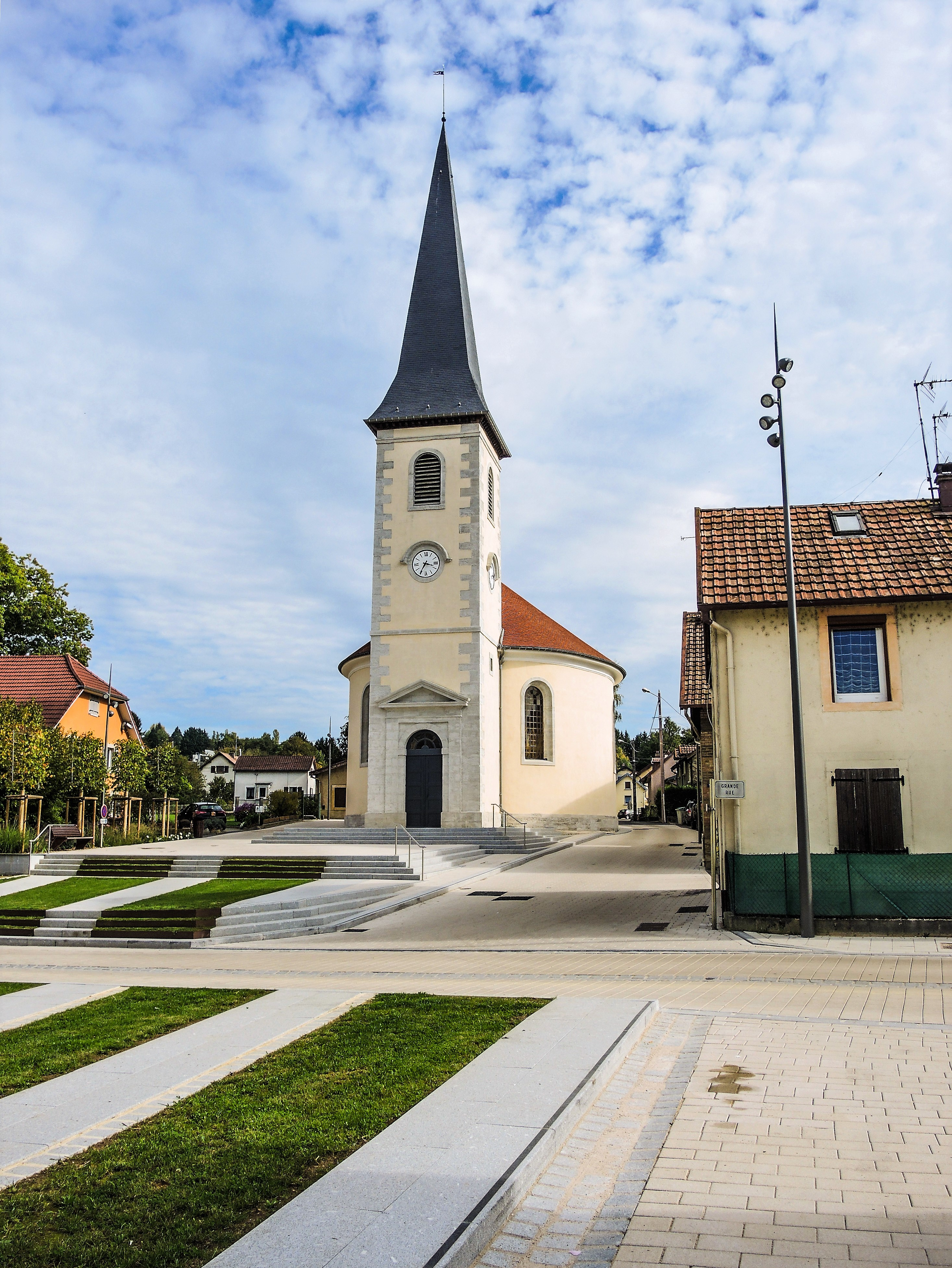
Le temple de Voujeaucourt.
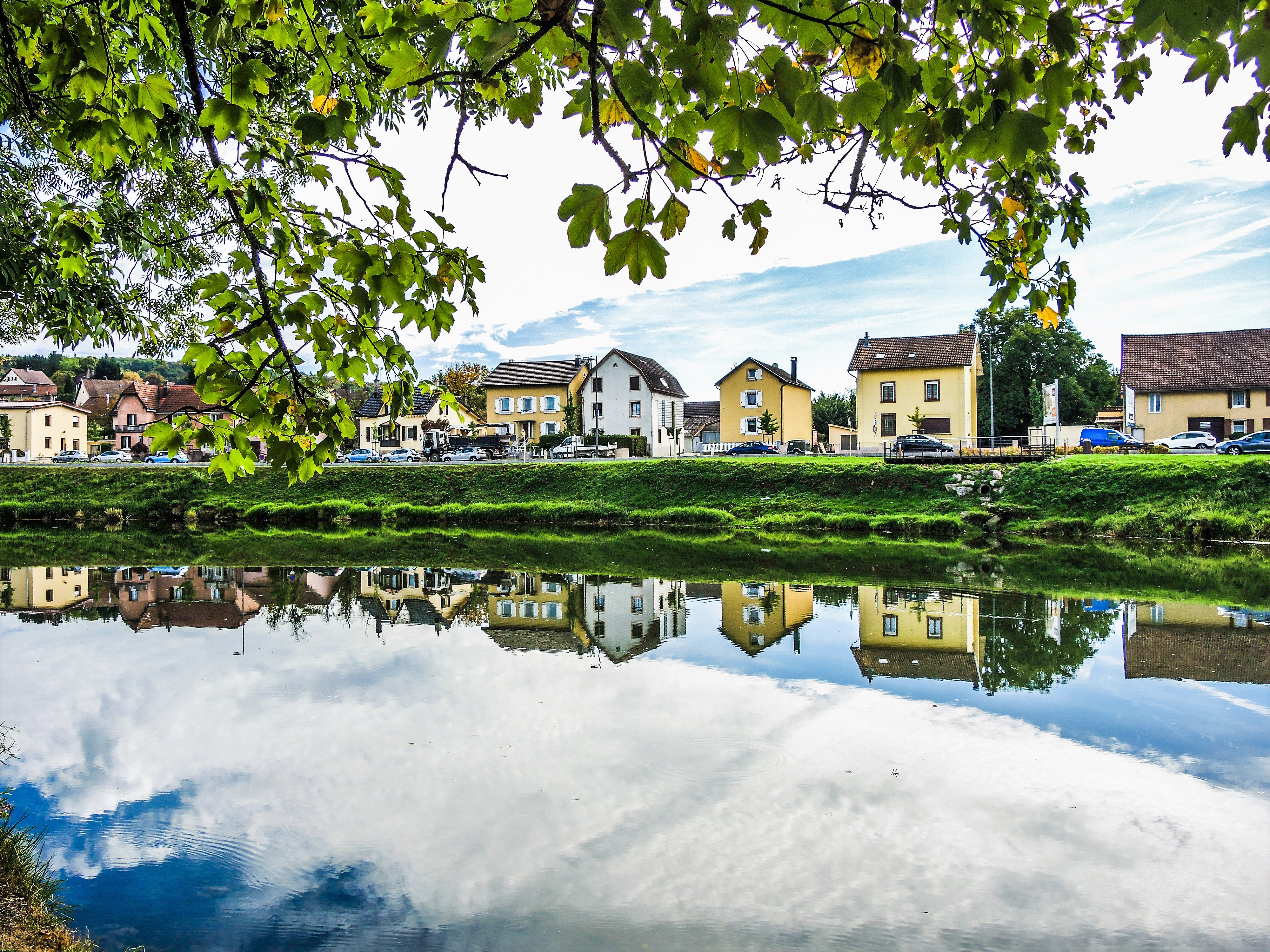
Voujeaucourt vu du parc de loisirs.

### Personnalités liées à la commune
- Pierre Jouffroy, peintre et restaurateur du château de Belvoir.

### Héraldique
| Blason de Voujeaucourt | Blason  | De gueules à la croix d'argent cantonnée de seize étoiles de même, quatre dans chaque canton. |
| Blason de Voujeaucourt | Détails | Le statut officiel du blason reste à déterminer.                                              |